# Abdulla Shahid

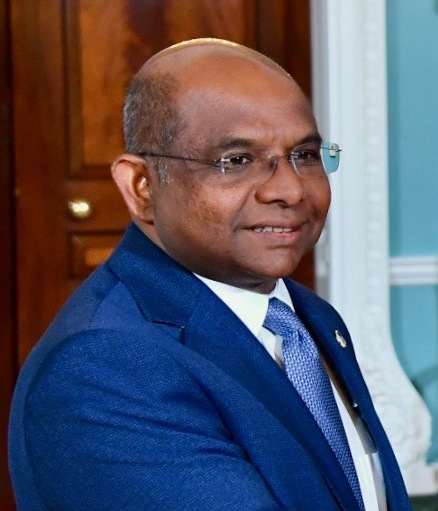
Abdulla Shahid

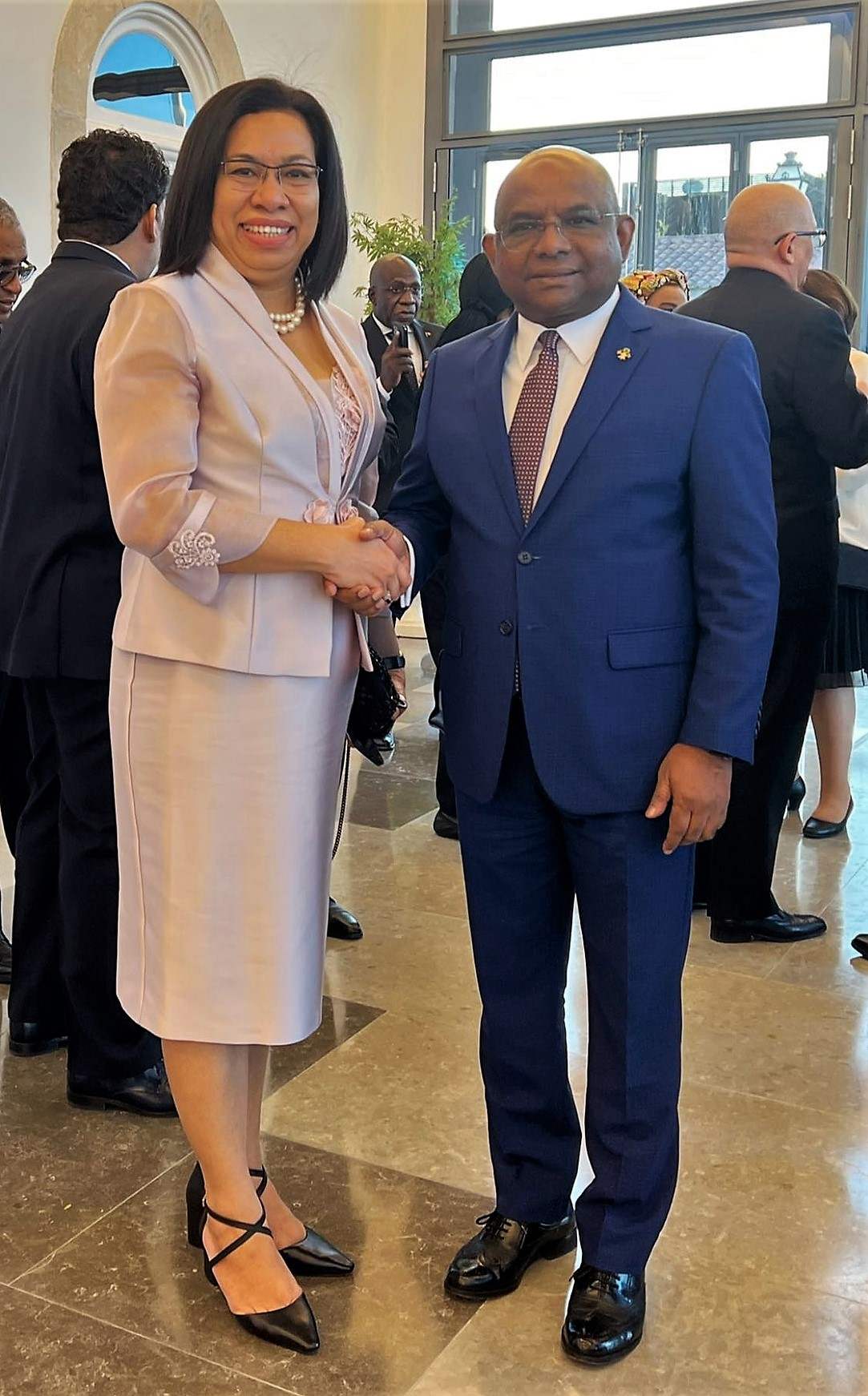
Abdulla Shahid mit Osttimors Außenministerin Adaljíza Magno (2022)

Abdulla Shahid (Dhivehi ޑރ. ޢަބްދުﷲ ޝާހިދު) ist ein maledivischer Diplomat und Politiker der Maledivischen Demokratischen Partei (MDP), der unter anderem zwischen 2007 und 2008 erstmals Außenminister sowie von 2009 bis 2014 Sprecher des Parlaments (Madschlis) war. Von November 2018 bis November 2023 war er erneut Außenminister und zudem von 2021 bis 2022 Präsident der Generalversammlung der Vereinten Nationen.

## Leben
Abdulla Shahid trat 1984 in den Dienst des Außenministeriums und absolvierte ein Studium der Politikwissenschaften an der University of Canberra, das er 1987 mit einem Bachelor of Science (B.Sc. Political Science) beendete. 1990 war er Mitglied des Beratungsgremiums von Staatspräsident Maumoon Abdul Gayoom und gehörte diesem Beirat bis 1994 an. Zwischenzeitlich nahm er zudem ein postgraduales Studium im Fach Internationale Beziehungen an der Fletcher School of Law and Diplomacy der Tufts University, welches er 1991 mit einem Master of Arts (M.A.) abschloss. Er war zuletzt Leiter der Abteilung Internationale Organisationen und Konferenzen im Außenministerium und nahm als solcher an zahlreichen Konferenzen der Vereinten Nationen, des Commonwealth of Nations, der Bewegung der Blockfreien Staaten, der Südasiatischen Vereinigung für regionale Kooperation sowie der Organisation für Islamische Zusammenarbeit teil. 
1994 wurde Shahid von Präsident Gayoom zum Mitglied der Verfassungsgebenden Versammlung sowie 1995 zum Mitglied des daraus entstandenen Parlaments (Madschlis) ernannt. Zugleich wurde er 1995 Exekutivsekretär von Präsident Gayoom und bekleidete diesen Posten zehn Jahre lang bis 2005. 2000 wurde er für die Maledivische Demokratische Partei (MDP) erstmals zum Mitglied der Madschlos gewählt und vertrat dort den Wahlkreis des Atolls Vaavu (Velidhoo Dhaaira). Er war zwischen Juli 2004 und August 2008 wieder Mitglied der Verfassunggebenden Versammlung, die sich mit der Ausarbeitung einer neuen Verfassung befasste. 2005 wurde er ferner Staatsminister im Außenministerium und wurde nach dem Rücktritt von Ahmed Shaheed am 21. August 2007 von Staatspräsident Maumoon Abdul Gayoom am 23. August 2007 zum neuen Außenminister ernannt. Das Amt des Außenministers bekleidete er bis zum Ende der Amtszeit von Präsident Gayoom am 11. November 2008, woraufhin Ahmed Shaheed in der Regierung des neuen Staatspräsidenten Mohamed Nasheed wiederum seine Nachfolge antrat. Er war als Außenminister zugleich Mitglied des Nationalen Sicherheitsrates.
Nach dem Ende der Amtszeit von Präsident Gayoom spielte Abdulla Shahid eine maßgebliche Rolle beim Übergang zur Demokratie und wurde für die Maledivische Volkspartei DRP (Dhivehi Rayyithunge Party) 2008 sowie im Mai 2009 mit 43,26 Prozent der Wählerstimmen im Wahlkreis Keyodhoo (Keyodhoo Dhaaira) wieder zum Mitglied des Parlaments gewählt. Als Nachfolger von Mohamed Shihab übernahm er am 28. Mai 2009 das Amt als Sprecher des Parlaments (Madschlis) und hatte dieses bis zum 27. Mai 2014 inne, woraufhin Abdulla Maseeh Mohamed seine Nachfolge antrat. Dabei wurde er im Mai 2009 mit 42 Stimmen der 75 Abgeordneten gewählt. Am 15. April 2013 erklärte er, dass er aus der DRP austritt und schloss sich am 18. April 2013 wieder der MDP an. Für diese wurde er bei den Wahlen am 22. März 2014 wieder zum Mitglied des Parlaments gewählt und vertrat dort bis zum 1. November 2018 den Wahlkreis Henveiru-Nord (Henveyru Uthuru Dhaaira).
Nachdem Ibrahim Mohamed Solih am 17. November 2018 zum neuen Staatspräsidenten vereidigt wurde, stellte dieser sein neues Kabinett vor. Diesem gehören Abdulla Shahid als Außenminister, Mariya Ahmed Didi als Verteidigungsministerin, Sheikh Imran Abdulla als Innenminister sowie Ibrahim Ameer als Finanzminister an.
Am 7. Juni 2021 wurde Shahid mit großer Mehrheit von 75 Prozent zum 76. Präsidenten der Generalversammlung der Vereinten Nationen gewählt. Er erhielt 143 Ja-Stimmen, 48 Nein-Stimmen, ohne Enthaltungen oder ungültige Stimmen.
Shahid ist verheiratet und Vater von zwei Söhnen und einer Tochter.